# 혼다 아스코트
혼다 아스코트(Honda Ascot)는 일본의 혼다에서 제작한 승용차이다.

## 1세대

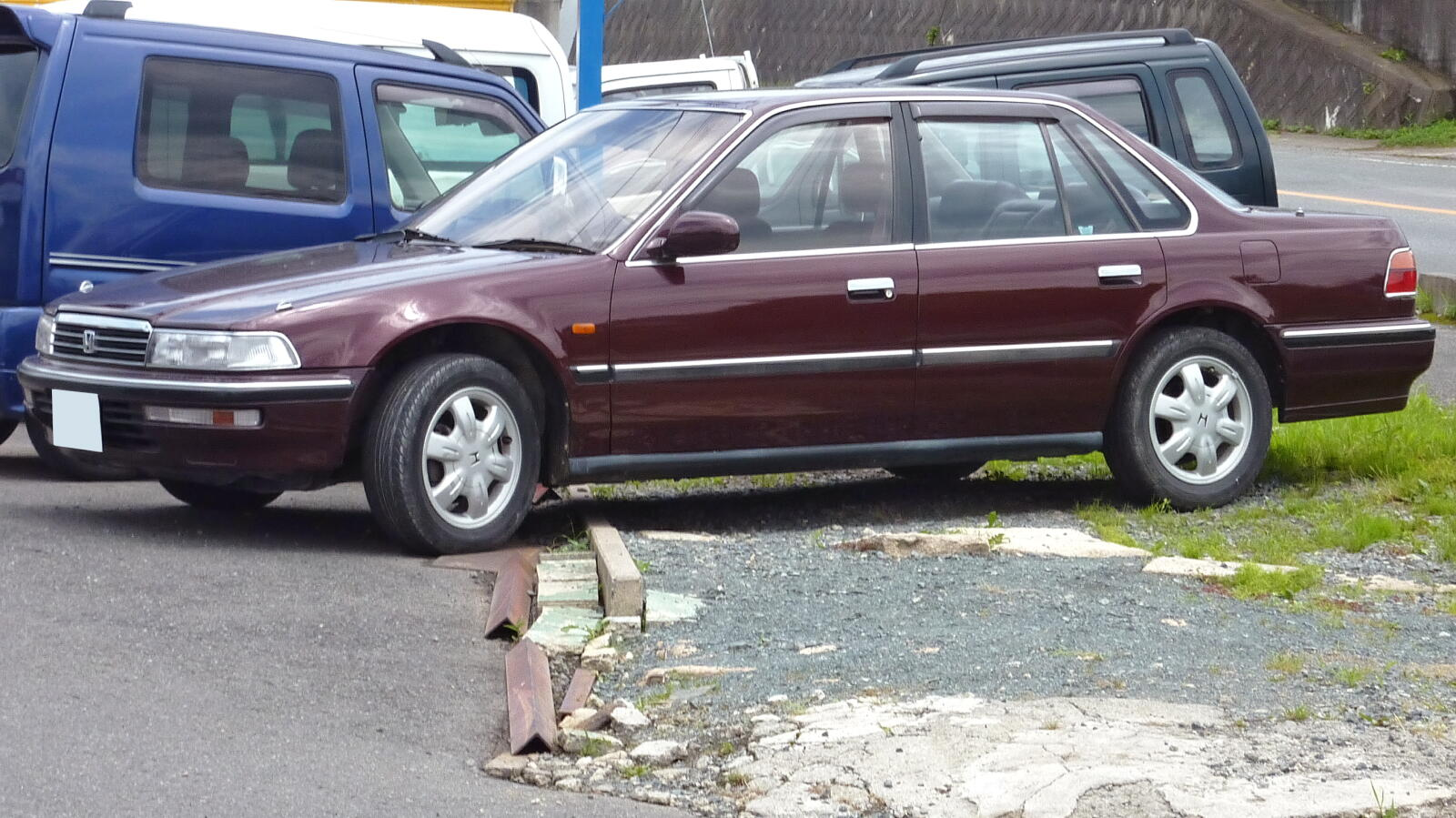
혼다 아스코트 정측면

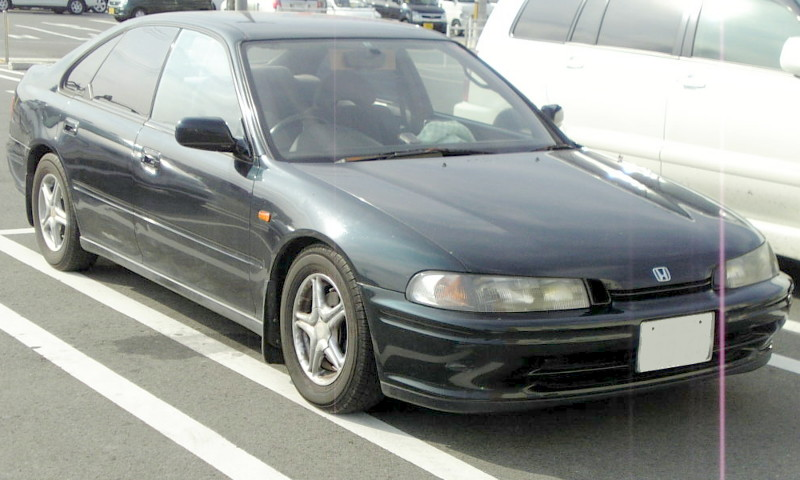
혼다 아스코트 이노바 정측면

1989년 9월 13일에 출시됐으며, 4세대 어코드의 플랫폼을 이용해 개발되었다. 외관 이외에는 기본적으로 4세대 어코드와 동일했고, 1992년에는 유럽 사양의 5세대 어코드에 프레임리스 도어를 장착한 아스코트 이노바가 선보였다.

## 2세대

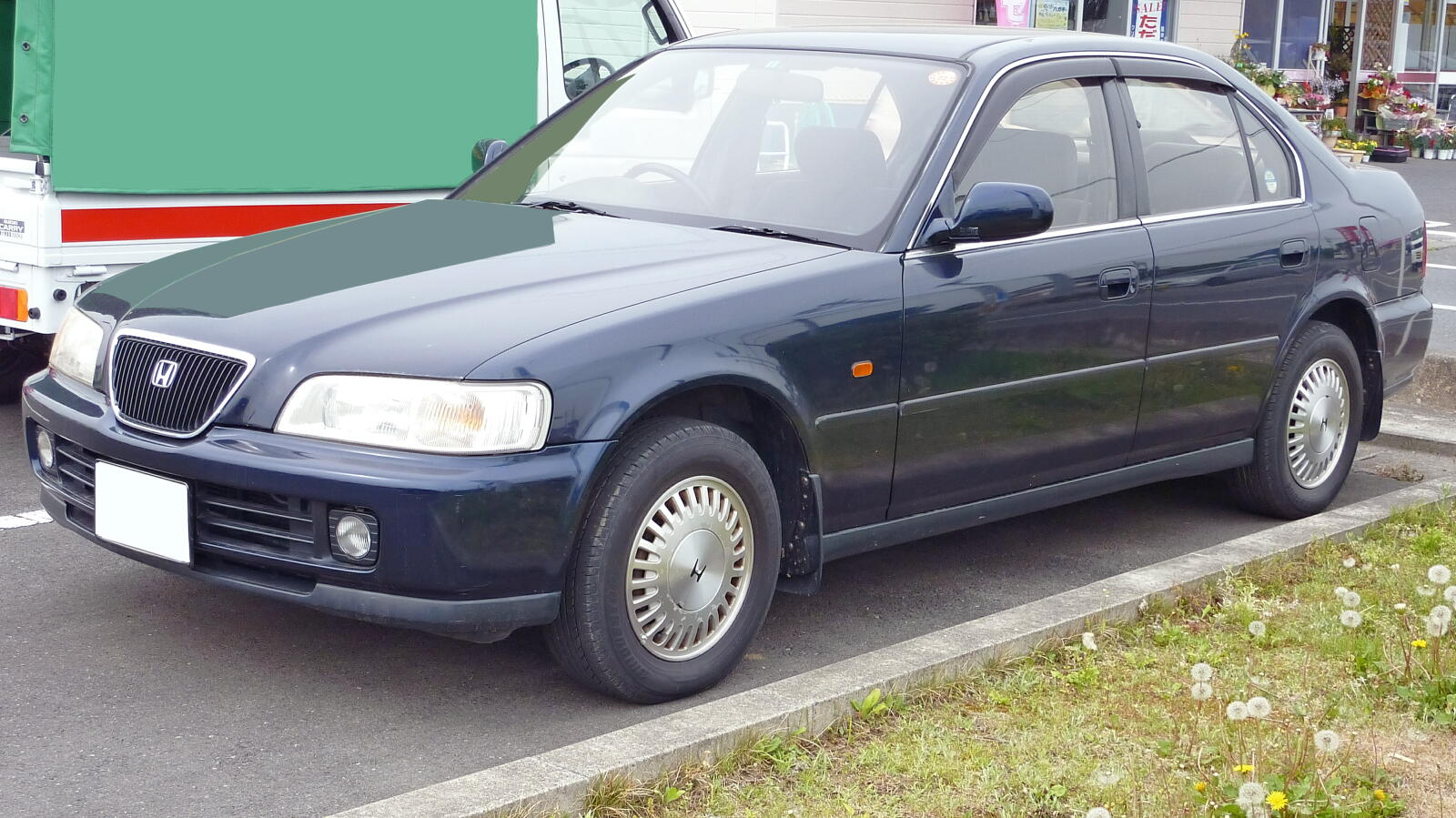
혼다 아스코트 정측면

1세대와 다르게 2세대는 1세대 인스파이어의 플랫폼을 공유해 1993년 10월 14일에 풀 모델 체인지를 거쳤다. 4도어 세단만 선보였으며, 전륜구동임에도 엔진이 세로로 배치되었다. 1997년에 토르네오와 6세대 어코드가 선보여 아스코트는 단종되었다.